# Жарлы (Тегисшилдикский сельский округ)
Жарлы (каз. Жарлы) — село в Каркаралинском районе Карагандинской области Казахстана. Входит в состав Тегисшилдикского сельского округа. Находится на реке Жарлы примерно в 32 км к юго-западу от районного центра, города Каркаралинска. Код КАТО — 354877200.

## Население
В 1999 году население села составляло 622 человека (292 мужчины и 330 женщин). По данным переписи 2009 года, в селе проживало 337 человек (160 мужчин и 177 женщин).